# General Cabrera

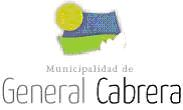
Logo de la municipalidad de General Cabrera.

General Cabrera es una ciudad y municipio ubicada en la zona centro-sur de la provincia de Córdoba, República Argentina, en el departamento Juárez Celman; a 170 km de la ciudad de Córdoba, capital de la provincia, sobre la ruta nacional RN 158, la cual la une con las ciudades de Villa María y de Río Cuarto. Y la ruta provincial E-90, la cual la une con la Localidad de Alcira Gigena.
Es un centro comercial, agropecuario (maní, soja, maíz), y agroindustrial.

## Geografía

### Clima
Al Igual que el resto de la región posee un clima tipo mediterráneo. Frío y seco en invierno. Cálido y lluvioso en verano. Las temperaturas medias van de los 11 °C en invierno a 25 °C en verano. El promedio de lluvias en la zona es de 650/800 mm anuales concentradas en mayor porcentaje desde octubre a marzo.

### Relieve
General Cabrera se halla dentro de la llanura pampeana donde no existen plegamientos y, por lo tanto, no se registran accidentes orográficos. Su altura con respecto al nivel del mar es de 291 m. y el suelo registra una suave pendiente con declive hacia el sudeste.

## Toponimia
Su nombre se erige en honor a Jerónimo Luis de Cabrera, militar español, fundador la ciudad de Córdoba el 6 de julio de 1573.

## Población
Contaba con una población de 14 473 habitantes (Indec, 2022), lo que la sitúa en la segunda colocación a nivel departamental, luego de la cabecera La Carlota.
| Gráfica de evolución demográfica de General Cabrera entre 1980 y 2010 |
|                                                                       |
| Fuente: censos nacionales del INDEC                                   |

## Educación
La oferta de la educación formal diversos niveles y modalidades:
- Nivel inicial
- Nivel especial
- Escuela primaria y secundaria para adultos
- CB y polimodal en sus modalidades:
- Humanidades y Ciencias Sociales
- Economía y Gestión de las Organizaciones
- Producción de Bienes y Servicios.
- Nivel Terciario: Profesorado de Educación Primaria

## Economía
Es un territorio rico por su fertilidad de la región de la Pampa Húmeda, teniendo así la posibilidad de una agricultura y una ganadería extensivas. En el rubro agrícola se destacan sus producciones de trigo, maní, maíz, soja, girasol; ganadería vacuna. En la actualidad (julio de 2006) gracias al corrimiento de las isohietas (llueve más, desde 1973, con el Hemiciclo Húmedo) el cultivo del maní y de la soja pone al pueblo en una marcada expansión.

### Plantas maniseras
En el paisaje de General Cabrera, se destacan las Plantas maniseras.

### Cotagro
Con base en el corazón de la región manisera, y con los valores propios del cooperativismo, Cotagro es una Cooperativa Agrícola nacida en 1944 que cultiva, industrializa y exporta maní de la más alta calidad al mercado internacional. La tradición de comercialización de maní surge en la década del ‘80 como un negocio incipiente, que a través de los años y con una fuerte inversión en infraestructura y tecnología, se convirtió en el corazón mismo de Cotagro, y que la consagró como la primera cooperativa exportadora de maní de Argentina. 
En la búsqueda de un maní de alta calidad, Cotagro certifica e implementa los programas internacionales de seguridad alimentaria y gestión de procesos: BPM, HACCP, BRC, ISO 9001:2008, ISO 14001 de Gestión Ambiental, el Código ETI, así como el cumplimiento de las obligaciones legales y reglamentarias. Aceptado y valorado por exigentes compradores de todo el mundo, el maní Cotagro llega a consumidores de más de 40 países con gran tradición de consumo, así como a nuevos mercados.
Miembro de la Cámara Argentina del maní, Cotagro es parte activa del clúster manisero responsable de impulsar la denominación de origen “maní de Córdoba”. Superación, Experiencia, Calidad, Capacidad productiva, Compromiso social y ambiental, son ejes clave en la producción de un grano altamente nutritivo que se produce con la convicción llevar alimento de la mejor calidad al mundo. 
Con sede central en la ciudad de General Cabrera, Cotagro cuenta con más de 400 empleados y se expande en una veintena de centros entre sucursales, agencias y plantas de producción en el Sur de la provincia de Córdoba y San Luis. Adherida a la Asociación de Cooperativas Argentinas (A.C.A.) desde la década del '50, es agente del grupo asegurador La Segunda, de Aca Salud y Coovaeco Turismo.
Con negocios agropecuarios (acopio y comercialización de cereales, comercialización de agroquímicos y fertilizantes, asesoramiento técnico, compraventa de hacienda, servicio de veterinaria, siembra de maní y specialities, criadero de cerdos) industriales (industrialización de maní, feedlots, maquinaria agrícola, alimento balanceado para vacas y cerdos) y urbanos (supermercado, ferretería, comercialización de artículos para el hogar), Cotagro se configura como una de las Cooperativas más importantes de la provincia de Córdoba. 
El universo de Cotagro se traza a partir de todos sus miembros, formando una gran red social que se amplia y enriquece. Muestra de esto son: la Mutual 11 de Junio, que es exclusiva para sus empleados, y el centro social y deportivo El Águila, un verdadero punto de encuentro para la población. Fomentando la continuidad del cooperativismo, la Juventud Agraria Cooperativista Mateo Barra lleva más de 50 años formando futuros dirigentes y realizando actividades de compromiso social.

### Prodeman
Prodeman es una empresa familiar que nace en 1984. Posee una infraestructura capaz de llevar a cabo todas las etapas productivas del maní: producción, procesamiento, selección, acopio y exportación. Actualmente, a través de un crecimiento sostenido año tras año, se ha convertido en una de las empresas exportadoras de maní más importantes de la Argentina.
Los principales destinos donde exporta Prodeman son: Alemania, Holanda, Rusia, Chile, Dubái, México, Emiratos Árabes, Estados Unidos, Colombia, Rumania, Argelia, Polonia, Uruguay, Canadá, Italia, Israel, China, Corea, Australia, Irlanda y Perú.

## Deportes
General Cabrera es una ciudad que tiene variada actividad deportiva. Cuenta con numerosas instituciones, algunas con un largo historial de vida como Asociación Independiente Dolores, Belgrano Cabrera Jockey Club, y Club Atlético Defensores. en ellos se practican fútbol, básquet, atletismo, rugby, natación, actividades de deporte a motor (karting, cuadriciclos), entre otras actividades. A esto hay que agregarle actividades practicadas por instituciones más nuevas y por el municipio que desarrolla deportes como el balonmano, vóley, etc.
Actualmente cuenta con deportistas destacados a nivel nacional o mundial, entre los más conocidos aparecen Pablo "Cholo" Guiñazu (Talleres de Córdoba) y Julio Alberto Buffarini (Boca Juniors) en la disciplina de fútbol.

## Instituciones civiles sin fines de lucro
Fundación El Horno Institución civil sin fines de lucro con domicilio legal en Boulevard Fangio 530 de General Cabrera, provincia de Córdoba. Fundada el 2 de febrero de 2009, con el objetivo de promover el arte y la cultura  

### Centro de Ingenieros Agrónomos de General Cabrera y Zona (CIA)
Institución fundada el día 03 del mes de octubre del año 1997 como asociación civil sin fines de lucro, con domicilio legal en la ciudad de General Cabrera, provincia de Córdoba.

## INTAOficina Técnica General Cabrera
Es un organismo creado en 1956, con el propósito de “impulsar y vigorizar el desarrollo de la investigación y extensión agropecuarias y acelerar con los beneficios de estas funciones fundamentales: la tecnificación y el mejoramiento de la empresa agraria y de la vida rural”. Este depende del Ministerio de Agricultura, Ganadería y Pesca, con autarquía operativa y financiera. El objetivo central del INTA es contribuir a la competitividad del sector agropecuario, forestal y agroindustrial en todo el territorio nacional, en un marco de sostenibilidad ecológica y social. Prioriza entre sus acciones la generación de información y tecnologías para procesos y productos de este vasto sector, poniendo los mismos al servicio del productor rural a través de su sistema de extensión.

## Parroquias de la Iglesia católica en General Cabrera
| Diócesis  | Villa de la Concepción del Río Cuarto |
| --------- | ------------------------------------- |
| Parroquia | San José                              |

## Personalidades notables
- Pablo Horacio “Cholo” Guiñazu, exfutbolista y actual entrenador argentino. Jugaba como volante central en Internacional de Porto Alegre y Talleres.
- Julio Buffarini, futbolista argentino que juega como defensor en el Club Atlético Independiente de la primera división de Argentina
- Alexis Quiroga, participante de la décima temporada de Gran Hermano.
- Nicolás Cavigliasso campeón del Rally Dakar de 2019